# Ter Kleefkwartier
Het Ter Kleefkwartier is een wijk van de stad Haarlem in het stadsdeel Haarlem-Noord. De wijk is opgedeeld in zeven buurten en telt zo'n 13.200 inwoners. 
Het is daarmee de een na grootste wijk van Haarlem wat betreft inwoners, na Oude Stad. De wijk is vernoemd naar het voormalige kasteel Huis ter Kleef waarvan alleen nog de ruïnes te vinden zijn in de Haarlemmer Kweektuin aan de Kleverlaan.

## Buurten in het Ter Kleefkwartier
- Bomenbuurt-oost
- Bomenbuurt-west
- Schoterveenpolder
- Kweektuinbuurt
- Kleverpark-noord
- Ripperdabuurt
- Kleverpark-zuid